# Debut Tour 1982
Debut tour 1982 est une tournée de Kim Wilde en 1982.

## Dates et lieux
- 10 septembre 1982, Antvortskovhallen, Slagelse (Danemark)
- 11 septembre 1982, Aabenraa Idrattenhall, Aabenraa (Danemark)
- 12 septembre 1982, Holstebro (Danemark)
- 13 septembre 1982, Falkonerteatret, Copenhagen (Danemark)
- 15 septembre 1982, Idraettenshus, Vejle (Danemark)
- 16 septembre 1982, Randershall, Randers (Danemark)
- 5 octobre 1982, Colston Hall, Bristol (UK)
- 6 octobre 1982, Civic Hall, Wolverhampton (UK)
- 7 octobre 1982, Futurist Theatre, Scarborough (UK)
- 9 octobre 1982, City Hall, Newcastle (UK)
- 10 octobre 1982, Apollo Theatre, Glasgow (UK)
- 11 octobre 1982, Capitol Theatre, Aberdeen (UK)
- 12 octobre 1982, Caird Hall, Dundee (UK)
- 13 octobre 1982, Usher Hall, Edinburgh (UK)
- 15 octobre 1982, Theatre, Southport (UK)
- 16 octobre 1982, City Hall, Sheffield (UK)
- 17 octobre 1982, Apollo Theatre, Manchester (UK)
- 18 octobre 1982, Odeon Theatre, Birmingham (UK)
- 20 octobre 1982, De Montfort Hall, Leicester (UK)
- 21 octobre 1982, Leisure Centre, Gloucester (UK)
- 23 octobre 1982, Festival Theatre, Paignton (UK)
- 24 octobre 1982, Winter Gardens, Bournemouth (UK)
- 25 octobre 1982, Dome Theatre, Brighton (UK)
- 26 octobre 1982, Dominion Theatre, London (UK)
- 27 octobre 1982, Dominion Theatre, London (UK)
- 3 novembre 1982, Nice (France)
- 4 novembre 1982, Lyon (France)
- 5 novembre 1982, Strasbourg (France)
- 7 novembre 1982, Lille (France)
- 8 novembre 1982, Olympia, Paris (France)
- 9 novembre 1982, Sportshall, Annecy (France)
- 12 novembre 1982, Brielpoort, Deinze (Belgique)
- 13 novembre 1982, Oosterpoort, Groningen (Pays Bas)
- 14 novembre 1982, Muziekcentrum Vredenburg, Utrecht (Pays Bas)
- 15 novembre 1982, Cirque Royal (Koninklijk Circus), Bruxelles (Belgique)
- 16 novembre 1982, Roma, Antwerp (Belgique)

## Setlist
- Chequered love
- Water on glass
- Tuning in tuning on
- Our town
- Everything we know
- Take me tonight
- Words fell down
- Just a feeling
- When the boy's happy (the girl's happy too)
- View from a bridge
- Child come away
- Watching for shapes
- You'll never be so wrong
- Boys
- 2 6 5 8 0
- Falling out
- Cambodia
- Kids in America